# Hawley Harvey Crippen
Pour les articles homonymes, voir Crippen.
Hawley Harvey Crippen (11 septembre 1862 à Coldwater, Michigan, États-Unis - 23 novembre 1910 à Londres), le plus souvent appelé Dr. Crippen, est un homéopathe américain qui a été pendu à la prison de Pentonville à Londres le 23 novembre 1910 pour le meurtre de sa femme Cora Henrietta Crippen. Il serait le premier criminel capturé grâce aux transmissions sans fil.

## Biographie

### Période américaine
À la fin de ses études de médecine, dans le Michigan, le Dr Crippen épouse une première femme, effacée, qui meurt d’une attaque cérébrale alors qu’il n’a que 30 ans. Le couple a eu un fils que Crippen confie à sa belle-famille avant de s’installer à New York. Là, il rencontre une artiste de music-hall, Cora Turner, dont il tombe follement amoureux. Il l’épouse en 1894. Sur la suggestion de sa femme, il ferme son cabinet pour prendre un poste dans une société pharmaceutique produisant des médicaments homéopathiques. Sa femme, dont la carrière stagne, le persuade d’aller à Londres où elle croit pouvoir percer. Crippen obtient de son patron la tâche de développer le groupe en Angleterre.

### Période anglaise
Le couple arrive à Londres en 1897. Deux ans plus tard, Crippen est renvoyé quand le groupe pharmaceutique s’aperçoit qu’il passe son temps à promouvoir la carrière de sa femme, dont le nom de scène est « Belle Elmore ». Crippen, n’ayant pas de diplôme anglais, ne peut pas exercer comme médecin, il devient directeur d’un Institut pour sourds. Sa femme ne perce pas. En 1905, le couple emménage au nord de Londres dans une grande maison dont il loue des pièces pour se renflouer financièrement. Cora s’amourache des locataires. En riposte, Crippen prend comme maîtresse sa secrétaire, Ethel Le Neve. Il en tombe amoureux et veut l’épouser. Cora refuse le divorce. Elle devient un obstacle. Elle disparaît, ainsi que ses bijoux de valeur, après une réception donnée le 31 janvier 1910. Crippen affirme qu’elle est repartie aux États-Unis, puis il annonce sa mort en Californie quelques mois plus tard.

### Arrestation
Ethel le Neve emménage chez Crippen et se montre dans les vêtements de l’épouse disparue. Intrigué, un ami de cette dernière signale le cas à Scotland Yard. L’inspecteur-chef Dew interroge Crippen. Il est convaincu par les explications du docteur qui lui révèle qu’en réalité sa femme le trompait et qu’elle est partie avec son amant. Mais l’inspecteur s’est montré si antipathique et méfiant que Crippen a peur et s’enfuit avec sa maîtresse en Belgique pour prendre un bateau pour les États-Unis. Quand l’inspecteur Dew l’apprend, il fait fouiller la maison et découvre dans la cave, sous un tas de charbon, un morceau d’abdomen. C’est la seule partie du corps qui sera retrouvée. L’autopsie met en évidence un produit dans les viscères, la scopolamine, un médicament toxique à fortes doses. L’affaire fait grand bruit, une photo de Crippen, « l’assassin de la cave », paraît en première page d’un journal. En le découvrant, Crippen comprend qu’il doit partir immédiatement et prend le premier transatlantique disponible, ce sera le Montrose en partance pour le Canada. Malgré le fait que Crippen se soit coupé la moustache et qu’il ait déguisé sa maîtresse en homme en la faisant passer pour son fils, le capitaine du Montrose le reconnaît et envoie un télégramme à la police de Londres. Dew s’embarque sur le Laurentic, beaucoup plus rapide. Il accoste avant Crippen et l’arrête à son arrivée. Pour anecdote, en apprenant que c’est le capitaine qui l’a dénoncé, Crippen le maudit, lui et son navire. Trois ans plus tard, le capitaine perd son nouveau bateau et entraîne dans la mort 1 012 passagers. Cet épisode est connu sous le nom de « malédiction de Crippen ».

### Procès et condamnation
La seule preuve pour l’identification de la victime est une cicatrice à l’abdomen. Sur cette bien mince preuve, Crippen, qui clame son innocence, est déclaré coupable et condamné à mort. Il est pendu à la prison de Pentonville le 23 novembre 1910.
En 2007, des chercheurs américains, en s'appuyant sur des tests d'ADN, ont mis en doute la culpabilité de Crippen, mais leur conclusion a été contestée.
Ethel Le Neve est jugée dans un deuxième procès, elle est acquittée. Elle quitte l’Angleterre le jour de la mort de son amant.

## Images

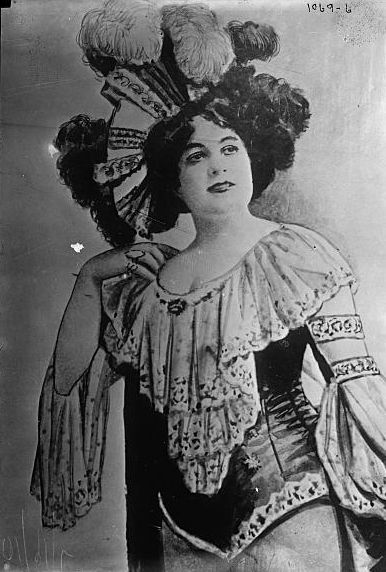
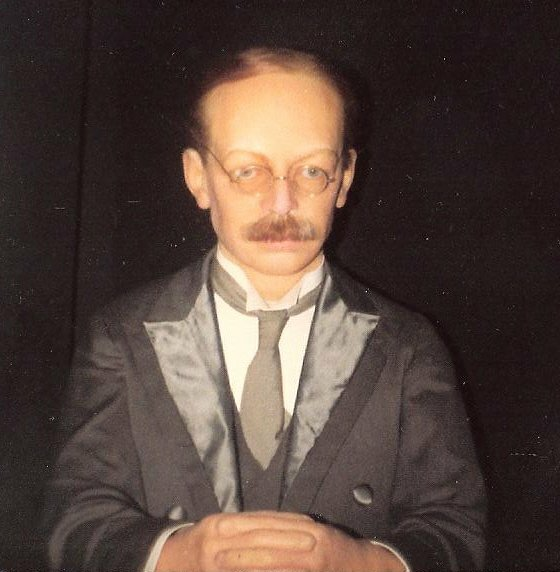